# Iliheu
Iliheu (Ili-heu) ist ein osttimoresischer Suco im Verwaltungsamt Manatuto (Gemeinde Manatuto). Der Name des Sucos stammt aus dem Galoli und bedeutet „neues Dorf“.

## Geographie

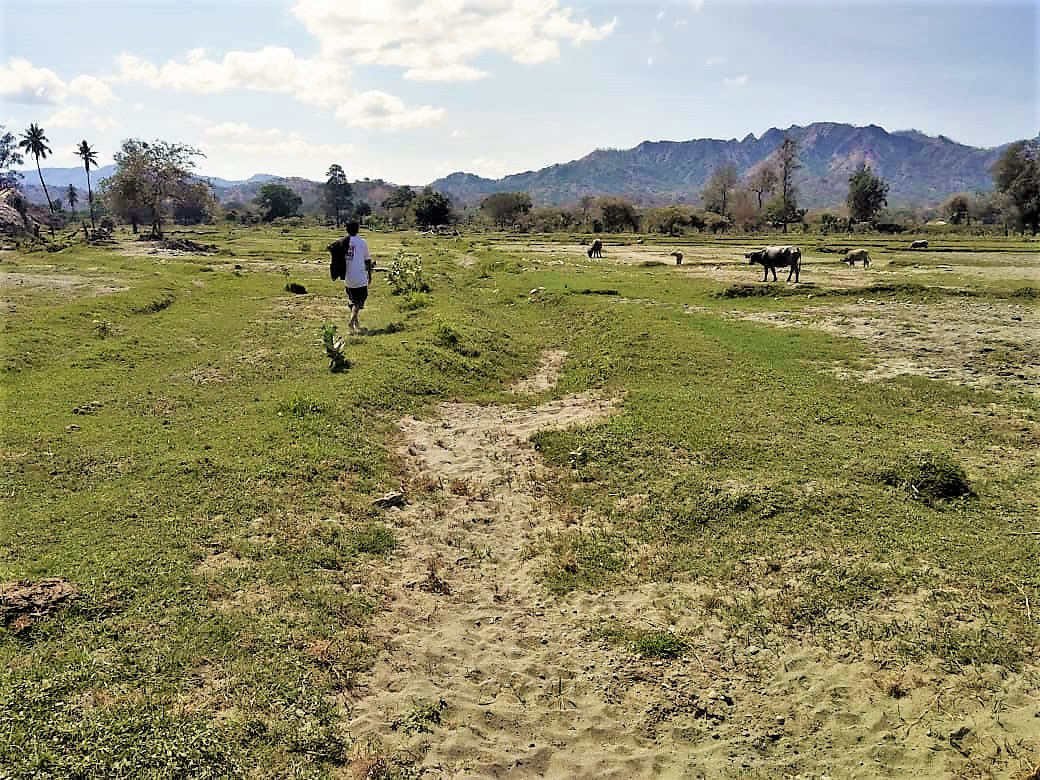
In der Aldeia I-Un

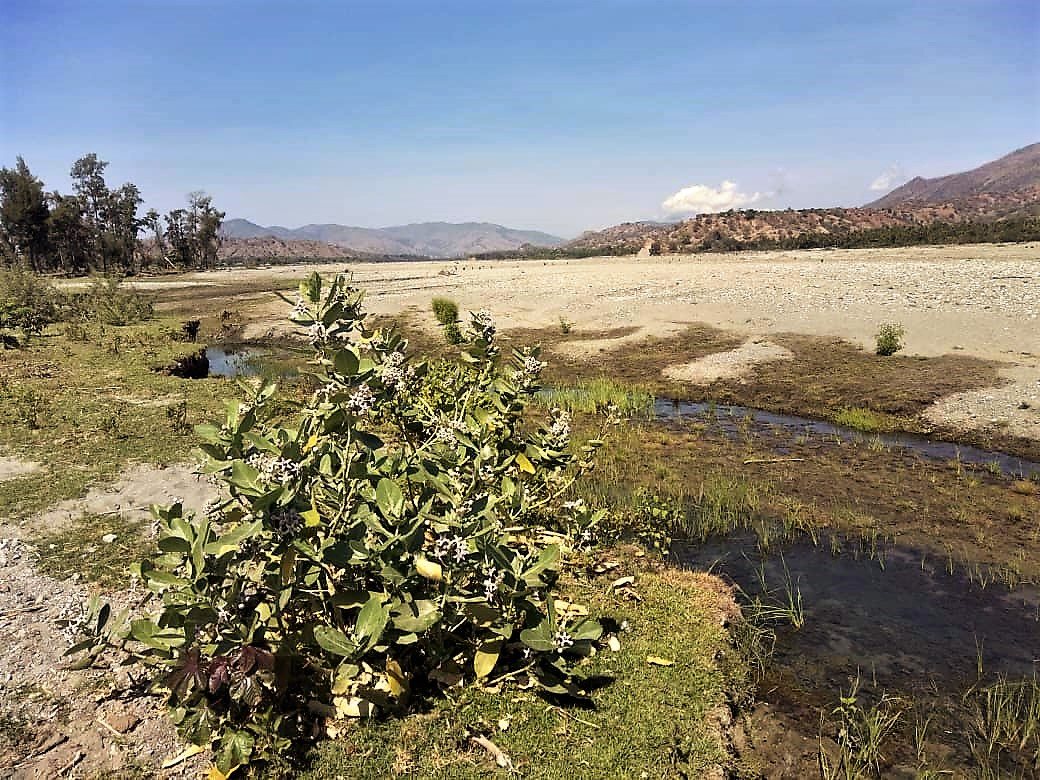
Am Nördlichen Lacló (Okt. 2021)

Der Suco liegt im Nordwesten des Verwaltungsamts Manatuto. Östlich befinden sich die Sucos Aiteas und Ailili (Verwaltungsamt Manatuto), nördlich Uma Caduac und südwestlich Laicore (Verwaltungsamt Laclo). Quer durch den Suco fließt der Nördliche Lacló, einer der wenigen ganzjährig Wasser führenden Flüsse Nordtimors. In ihn münden der nördliche Grenzfluss Lago Molos. Entlang des Nordufers des Nördlichen Laclos führt eine Überlandstraße, die die Orte Laclo und Manatuto verbindet. An ihr liegen in Iliheu die Dörfer Iliheu und I-Un (Iun). Bis an den Nördlichen Lacló heran gehört der Westteil des Sucos zur Important Bird Area des Berges Curi.
Genauere Angaben zur Aufteilung gibt es bisher nicht, da die Grenzen Iliheus sich in den letzten Jahren stark verschoben. Mit der Gebietsreform 2015 wuchs die Fläche von 16,57 km² auf 85,35 km². Von den Sucos Lacumesac und Uma Naruc (Verwaltungsamt Laclo) kamen Gebiete bis weit nach Westen zu Iliheu, inklusive den Ortschaften Rea-Hatu (Rehato), Licore, Bahadic und Tuha. Außerdem erhielt Iliheu vom Suco Hohorai im Westen eine Exklave am Nordufer des Lohun. Sie grenzt im Norden und Osten an den Suco Hohorai und im Süden an Uma Naruc. Westlich befindet sich die Gemeinde Aileu mit den Sucos Faturasa und Tulataqueo (Verwaltungsamt Remexio). Dafür kam der Ort Rembor zu Aiteas.
2017 wurden die im Westen gewonnenen Gebiete und Orte von Iliheu wieder abgetrennt und als neuer Suco Laicore wieder dem Verwaltungsamt Laclo zugeordnet. Die Aldeias Bahadic, Rea-Hatu und Licore, die bereits früher zu Iliheu gehörten, sind nun Teil des neuen Sucos, wo auch die gleichnamigen Orte liegen. In Ili-Huli liegt die Grundschule Iliheu (Escola Primaria Iliheu).
Im Suco Iliheu befinden sich nun die zwei Aldeias I-Un und Ili-Huli (Ilihuli).

## Einwohner
In Iliheu leben 876 Einwohner (2022), davon sind 438 Männer und 438 Frauen. Im Suco gibt es 160 Haushalte. Fast 84 % der Einwohner geben Galoli als ihre Muttersprache an. Fast 10 % sprechen Mambai, über 4 % Tetum Prasa, Minderheiten Idaté, Tetum Terik oder Idalaka.

## Geschichte
Das Dorf Iliheu wurde erst in der indonesischen Besatzungszeit (1975–1999) an seine heutige Lage am Nordufer des Nördlichen Laclós verlegt. Zuvor stand es auf dem Hügel Iliheu Tatua (Suco Aiteas), wo sich heute noch die Reste einer Tranqueira befinden.

## Politik
Bei den Wahlen von 2004/2005 wurde Francisco Soares zum Chefe de Suco gewählt. Bei den Wahlen 2009 gewann Domingos Soares und 2016 Agostinho Soares.